# Liste auf den Falklandinseln vorhandener Dampflokomotiven
Dies ist eine Liste erhaltener Dampflokomotiven auf den Falklandinseln.

## Lokomotiven mit Schmalspur 600 mm
| Foto | Nummer oder Name         | Bauart / Achsfolge | Hersteller                        | Fabrik-nr. | Baujahr | Historie | Eigentümer / Betreiber / Strecke | Bemerkungen |
| ---- | ------------------------ | ------------------ | --------------------------------- | ---------- | ------- | -------- | -------------------------------- | ----------- |
|      | Camber Railway No. ?     | B                  | Kerr Stuart & Co (Stoke on Trent) | 2388       | 1915    |          | Port Stanley, Falkland Islands   | [ 1 ]       |
|      | Camber Railway No. ?     | B                  | Kerr Stuart & Co (Stoke on Trent) | 2392       | 1915    |          | Port Stanley, Falkland Islands   | [ 2 ]       |
|      | Christian Salvesen No. ? | B                  | Krauss (München)                  |            |         |          | Ocean Harbour                    | [ 3 ]       |